# Alfred Musema
Alfred Musema, né le 22 août 1949 dans la commune de Rutare, préfecture de Byumba, est un directeur d'usine rwandais qui participe au génocide des Tutsis au Rwanda d'avril à juin 1994.
Il est condamné pour génocide à la prison à perpétuité par le Tribunal pénal international pour le Rwanda, en 2000 en première instance puis en 2001 en appel.

## Biographie
Alfred Musema est né le 22 août 1949 dans la commune de Rutare, préfecture de Byumba, au Rwanda. Au moment du génocide des Tutsis au Rwanda, il est directeur de l'usine de thé de Gisovu, dans la préfecture de Kibuye,. 

### Génocidaire
Il dirige un groupe de miliciens qui met le feu à l'entrée d'une grotte où des centaines de personnes se sont réfugiées. Il mène d'autres attaques entre la fin avril et la mi-mai 1994 et commet au moins un viol. 
Il participe au massacre des Tutsis réfugiés dans la région de Bisesero. Le 22 juin, il dirige une attaque avec des employés de son usine. Il est très actif entre le 25 et le 29 juin à Bisesero, étant responsable ce jour-là au moins huit meurtres. Après le 30 juin, des survivants de Bisesero l'accusent d'être le chef des tueurs, mais les Français, avec qui il entretient de bonnes relations, ne l'arrêtent pas.

### Procès et condamnation
Alfred Musema se réfugie en Suisse à la fin de l'année 1994. Il est arrêté à Lausanne en février 1995. La Suisse le remet au Tribunal pénal international pour le Rwanda en 1997,. Son procès est le cinquième qui a lieu devant le TPIR, après ceux du bourgmestre Jean-Paul Akayesu, de l'ancien premier ministre Jean Kambanda, du préfet Clément Kayishema conjointement avec l'homme d'affaires Obed Ruzindana et du chef Interahamwe Georges Rutaganda.
Alfred Musema plaide non-coupable. Pourtant, le TPIR établit son implication directe dans les massacres de Bisesero mais aussi sa responsabilité en tant que supérieur hiérarchique,,,, notamment en raison de son assise sociale, et considère que le génocide doit être puni en tant que crime et en tant que circonstance aggravante. Alfred Musema est condamné pour génocide à la prison à perpétuité, en première instance le 27 janvier 2000 puis en appel le 16 novembre 2001,.

#### Documents du procès
- « Recueil de documents MUSEMA, ALFRED (ICTR-96-13) », sur Base de données judiciaire unifiée du TPIR, du TPIY et du MIFRTP.

#### Études
- Jacques Morel, « Le massacre de Bisesero en présence des Français (24 juin-30 juin 1994) : Une enquête », Les Temps Modernes, vol. 680-681, no 4,‎ 2014, p. 101–134 (ISSN 0040-3075, DOI 10.3917/ltm.680.0101, lire en ligne, consulté le 5 décembre 2024).
- Ornella Rovetta, Un génocide au tribunal : Le Rwanda et la justice internationale, Paris, Belin, coll. « Contemporaines », 2019, 440 p. (ISBN 9782701197593).